# Средство измерений
Сре́дство измере́ний — техническое средство, предназначенное для измерений, имеющее нормированные метрологические характеристики, воспроизводящее и (или) хранящее единицу физической величины, размер которой принимают неизменным (в пределах установленной погрешности) в течение известного интервала времени.
Законом РФ «Об обеспечении единства измерений» № 102-ФЗ от 26 июня 2008 г. средство измерений определено как техническое средство, предназначенное для измерений.
Формальное решение об отнесении технического средства к средствам измерений принимает Федеральное агентство по техническому регулированию и метрологии.

## Классификация средств измерений
По техническому назначению:
- мера физической величины — средство измерений, предназначенное для воспроизведения и (или) хранения физической величины одного или нескольких заданных размеров, значения которых выражены в установленных единицах и известны с необходимой точностью;
- измерительный прибор — средство измерений, предназначенное для получения значений измеряемой физической величины в установленном диапазоне;
- измерительный преобразователь — техническое средство с нормируемыми метрологическими характеристиками, служащее для преобразования измеряемой величины в другую величину или измерительный сигнал, удобный для обработки, хранения, дальнейших преобразований, индикации или передачи;
- измерительная установка (измерительная машина) — совокупность функционально объединённых мер, измерительных приборов, измерительных преобразователей и других устройств, предназначенная для измерений одной или нескольких физических величин и расположенная в одном месте;
- измерительная система — совокупность функционально объединённых мер, измерительных приборов, измерительных преобразователей, ЭВМ и других технических средств, размещённых в разных точках контролируемого объекта и т. п. с целью измерений одной или нескольких физических величин, свойственных этому объекту, и выработки измерительных сигналов в разных целях;
- измерительно-вычислительный комплекс — функционально объединённая совокупность средств измерений, ЭВМ и вспомогательных устройств, предназначенная для выполнения в составе измерительной системы конкретной измерительной задачи.

По степени автоматизации:
- автоматические;
- автоматизированные;
- ручные.

По стандартизации средств измерений:
- стандартизированные;
- нестандартизированные.

По положению в поверочной схеме:
- эталоны;
- рабочие средства измерений.

По значимости измеряемой физической величины:
- основные средства измерений той физической величины, значение которой необходимо получить в соответствии с измерительной задачей;
- вспомогательные средства измерений той физической величины, влияние которой на основное средство измерений или объект измерений необходимо учитывать для получения результатов измерений требуемой точности.

По измерительным физико- химическим параметрам:
- для измерения температуры;
- давления;
- расхода и количества;
- концентрации раствора;
- для измерения уровня и др.

## Метрологические характеристики средств измерений
Все средства измерений, независимо от их конкретного исполнения, обладают рядом общих свойств, необходимых для выполнения ими их функционального назначения. Согласно ГОСТ 8.009-84, метрологическими характеристиками называются технические характеристики, описывающие эти свойства и оказывающие влияние на результаты и на погрешности измерений, предназначенные для оценки технического уровня и качества средства измерений, для определения результатов измерений и расчётной оценки характеристик инструментальной составляющей погрешности измерений.
Характеристики, устанавливаемые нормативно-техническими документами, называются нормируемыми, а определяемые экспериментально — действительными. Ниже приведена номенклатура метрологических характеристик:
- Характеристики, предназначенные для определения результатов измерений (без введения поправок):
  - Функция преобразования измерительного преобразователя, а также измерительного прибора с наименованной шкалой;
  - Значение однозначной меры;
  - Цена деления шкалы измерительного прибора или многозначной меры;
  - Вид выходного кода для цифровых средств измерений;
- Характеристики погрешностей средств измерений;
- Характеристики чувствительности средств измерений к влияющим величинам;
- Динамические характеристики средств измерений

### Характеристики погрешностей средств измерений
Приведённая погрешность — это отношение максимально возможной абсолютной погрешности к нормирующему значению:
{\displaystyle \gamma ={\frac {\Delta x_{\textrm {max}}}{x_{\textrm {N}}}}}
Так же как и относительная, является безразмерной величиной; её численное значение может указываться, например, в процентах.
В технике применяют приборы с заранее  определённой точностью — основной погрешностью, допускаемой в нормальных условиях для данного прибора. При  работе в условиях, отличных от нормальных,  возникает дополнительная погрешность, увеличивающая общую погрешность прибора — например, температурная (вызванная отклонением температуры окружающей среды от нормальной), установочная (обусловленная отклонением положения прибора от нормального рабочего положения), и т. п.
Обобщённой характеристикой средств измерения является класс точности, определяемый предельными значениями допускаемых основной и дополнительной погрешностей, а также другими параметрами, влияющими на точность средств измерения; значение параметров установлено стандартами на отдельные виды средств измерений. Класс точности средств измерений характеризует их точностные свойства, но не является непосредственным показателем точности измерений, выполняемых с помощью этих средств, так как точность зависит также от метода измерений и условий их выполнения. Измерительным приборам, пределы допускаемой основной погрешности которых заданы в виде приведённых основных (относительных) погрешностей, присваивают классы точности, выбираемые из ряда следующих чисел: (1; 1,5; 2,0; 2,5; 3,0; 4,0; 5,0; 6,0)×10n, где показатель степени n = 1; 0; −1; −2 и т. д.
Прогрессирующая (дрейфовая) погрешность — непредсказуемая погрешность, медленно меняющаяся во времени. Обусловлена она нарушениями статистической устойчивости.
Статическая — погрешность системы измерения, возникающая при измерении неизменной во времени физической величины.
Динамическая — погрешность системы измерения, возникающая при измерении переменной физической величины, обусловленная несоответствием реакции системы измерения на скорость изменения измеряемой физической величины.
Аддитивная — погрешность, независящая от чувствительности прибора и являющаяся постоянной для всех значений входящей величины в пределах диапазона измерений.
Мультипликативная — погрешность, зависящая от чувствительности прибора и меняющаяся пропорционально к текущему значению входной величины.

## Поверка и сертификация средств измерений
В Российской Федерации средства измерений используются для определения величин, единицы которых допущены в установленном порядке к применению в Российской Федерации и должны соответствовать условиям эксплуатации и установленным требованиям.
Решения об отнесении технического устройства к средствам измерений, внесении его в государственный реестр средств измерений, допущенных к использованию в Российской Федерации и об установлении интервалов между поверками принимает Федеральное агентство по техническому регулированию и метрологии.
На средство измерений утверждённого типа оформляется свидетельство (ранее — сертификат) об утверждении типа средств измерений.
Поверке подлежат только средства измерений, внесенные в государственный реестр средств измерений, допущенных к использованию в Российской Федерации. После процедуры поверки оформляется свидетельство о поверке. Остальные технические устройства подлежат калибровке. После процедуры калибровки оформляется сертификат калибровки.
Средство измерений так же может быть выбрано участниками измерений произвольно в тех случаях, когда средства измерений утверждённого типа недоступны или в них нет необходимости.

## Области применения средств измерений
Согласно федеральному закону от 26.06.2008 № 102-ФЗ «Об обеспечении единства измерений», сфера государственного регулирования в РФ распространяется на измерения, проводимые:
- в здравоохранении;
- в ветеринарии;
- в области охраны окружающей среды;
- в обеспечению безопасности при чрезвычайных ситуациях;
- в охране труда;
- в производственном контроле;
- в торговле и расфасовке товаров;
- выполнении государственных учётных операций;
- на почте и электросвязи;
- в осуществлении деятельности в области обороны и безопасности государства;
- в геодезии и картографии;
- в гидрометеорологии;
- при проведении банковских, налоговых и таможенных операций;
- в оценке соответствия;
- в спорте;
- в суде и др.;
- в государственном контроле (надзоре);
- в области атомной энергии;
- в обеспечении безопасности дорожного движения.